# 武昌 (武漢三鎮)
武昌，是指武汉人习惯按“武汉三镇”的说法称为武昌的地区，大約是长江以南的市区部分，包括武昌区、青山区、洪山区和东湖新技术开发区。